# A Mesma Parte de um Homem
A Mesma Parte de um Homem é um filme de drama brasileiro de 2021, dirigido por Ana Johann e escrito pela própria diretora em parceria com Alana Rodrigues. O filme é protagonizado por Clarissa Kiste e Irandhir Santos e conta a história de uma família isolada que tem sua rotina transformada pela chega de um homem misterioso.

## Sinopse
Renata (Clarissa Kiste) é uma mulher que vive isolada em uma fazenda com seu marido Miguel (Otávio Linhares) e sua filha adolescente, Luana (Laís Cristina). Um certo dia, essa família é surpreendida pela chegada de um homem misterioso, Luís (Irandhir Santos), que desperta nela o desejo de viver tudo que estava adormecido em seu interior durante sua vida repleta de sentimentos de medo e angústia.

## Elenco
- Clarissa Kiste como Renata
- Irandhir Santos como Luís
- Laís Cristina como Luana
- Otávio Linhares como Miguel

## Produção
O filme é o primeiro longa-metragem dirigido pela cineasta Ana Johann. As filmagens foram realizada inteiramente na cidade de São José dos Pinhais, no Paraná. O filme é uma produção da Grafo Audiovisual com distribuição da Olhar Distribuição. A trama do filme se mistura com experiências pessoais da própria diretora, a qual disse que o longa é "sobre pessoas que cruzaram o meu caminho, memórias da minha infância mas ao mesmo tempo, transvestidas em outros corpos, em outras histórias, já que como contadora de histórias eu posso simular mundos e possibilidades [...]".

## Lançamento
O filme teve sua première em 22 de janeiro de 2021 na Mostra de Cinema de Tiradentes, em Minas Gerais. Foi lançado nos cinemas do Brasil a partir de 7 de abril de 2022.

## Recepção

### Resposta dos críticos
A Mesma Parte de um Homem teve uma repercussão calorosa por parte da crítica. 
Inácio Araújo, requisitado crítico escreveu na manchete - A Mesma Parte de um Homem' é desafio e surpresa do início ao fim. Ana transpõe com força para a tela um roteiro, uma corda-bamba onde era muito fácil cair. 
Bruno Carmelo no Papo de Cinema escreveu que o roteiro de Ana Johann e Alana Rodrigues é excelente, ele sustenta as delicadas trocas de poder entre três personagens complexos. 
Matheus Fiore, escrevendo para o website Plano Aberto, disse: "A Mesma Parte de um Homem é um interessante filme sobre o medo e o poder como parte basilar da estrutura familiar. É, porém, uma obra que funciona mais no terreno alegórico e imaginário do que no físico. A tensão é quase sempre imposta pelo que os diálogos e acontecimentos significam, não pelos seus efeitos diretos naquele mundo.
A apostila de cinema disse: "Sendo assim, ela conduz sua câmera que nos sufoca, muitas vezes bem próximas das duas personagens. Luana quase sempre tem o rosto coberto pelos cabelos, que ela não vê motivos para alinhar na forma que hipotéticas pessoas acreditam ser o certo. O ato inicial usa muito os objetos como condutores narrativos (as roupas, por exemplo, aparecem como elemento que ancora o diálogo já mencionado). A luz natural naquela casa é um pouco de “O Estranho que Nós Amamos” (2017)"
Julia Noá para o cinética: "A Mesma Parte de Um Homem soa como um filme de disfarces. Os arranjos farsescos compactuados entre as personagens ressoam nas paredes que edificam e constringem as cenas. Perturbando a aparente performance naturalista, o estranhamento desse universo para com seus habitantes e dos personagens entre si permite o aparecimento de lapsos de entendimento, de discordâncias silenciosas. Os anteparos erguidos pela mise-en-scène são similares àqueles que se ajustam à história forjada de um homem em estado de amnésia, que não apenas é moldado como, também, se auto- inflige essa persona outra."
Michel Gutwillen escreve para o plano aberto: "Logo, o que se segue é um jogo de quebra de expectativas e ansiedade, tanto por parte do espectador, quanto pela mãe e filha, que nunca sabem exatamente o que esperar do estranho. O simples chute dado na mesa durante a refeição gera uma apreensão, que se revela só como uma brincadeira. É aí que parece residir a sacada de A Mesma Parte de um Homem, em brincar com essa gradual inversão de papéis. 
Matheus Mans, do website Esquina da Cultura, escreveu: "Dirigido por Ana Johann (O Que Nos Olha), o longa-metragem acerta ao falar sobre essas relações, os medos da mulher e na forma que constrói esse cenário patriarcal, de dominação masculina, e com reflexões pertinentes sobre a figura da mulher na sociedade brasileira."

### Prêmios e indicações
| Ano  | Assoicações                    | Categoria                                  | Nomeações                    | Resultado |
| ---- | ------------------------------ | ------------------------------------------ | ---------------------------- | --------- |
| 2021 | Mostra de Cinema de Tiradentes | Destaque Feminino (Prêmio Helena Ignez)    | Ana Johann                   | Venceu    |
| 2022 | Prêmio ABRA de Roteiro         | Melhor Roteiro Original de Filme de Ficção | Ana Johann e Alana Rodrigues | Venceu    |

[carece de fontes?]